# オール・ザット・アイ・アム
オール・ザット・アイ・アム（All That I Am）は、サンタナが2005年に発表したアルバム。

## 解説
『スーパーナチュラル』（1999年）や『シャーマン』（2002年）と同様、様々なジャンルのゲスト・ミュージシャンをフィーチャーした路線の作品。ミシェル・ブランチ&ザ・レッカーズが参加した「アイム・フィーリング・ユー」は、本作からの第1弾シングルとなり、全米55位に達した。

## 収録曲
1. エルメス - "Hermes" (Carlos Santana, S. Jurad)
2. エル・フエゴ - "El Fuego" (C. Santana, Jean Shepherd, Richard Shepherd)
3. アイム・フィーリング・ユー - "I'm Feeling You" (Kara DioGuardi, John Shanks, Michelle Branch)
featuring ミシェル・ブランチ&ザ・レッカーズ
4. マイ・マン - "My Man" (Antwan Patton, Nsilo Reddick, Nicholas Sherwood, Rob Thomas)
featuring メアリー・J. ブライジ&ビッグ・ボーイ
5. ジャスト・フィール・ベター - "Just Feel Better" (Jamie Houston, Buck Johnson, Damon Johnson)
featuring スティーヴン・タイラー
6. アイ・アム・サムバディ - "I Am Somebody" (will.i.am, George Pajon Jr.)
featuring ウィル・アイ・アム
7. コン・サンタナ - "Con Santana" (C. Santana, Ismaïla Toure, Tidiane "Sixu" Toure)
8. ツウィスティッド - "Twisted" (Dante Ross, Nandi Willis)
featuring アンソニー・ハミルトン
9. トリニティ - "Trinity" (C. Santana, Nusrat Fateh Ali Khan, Michael Brook)
featuring カーク・ハメット&ロバート・ランドルフ
10. クライ・ベイビー・クライ - "Cry Baby Cry" (Lester Mendez, Sean Paul Henriques, K. DioGuardi, Jimmy Harry)
featuring ショーン・ポール&ジョス・ストーン
11. ブラウン・スキン・ガール - "Brown Skin Girl" (J. Houston)
featuring ボー・バイス
12. アイ・ドント・ワナ・ルーズ・ユア・ラヴ - "I Don't Wanna Lose Your Love" (Henry Garza, Ringo Garza, Joey Garza)
featuring ロス・ロンリー・ボーイズ
13. ダ・ツ・アモール - "Da Tu Amor" (C. Santana, Andy Vargas, Gary Glenn)

## 参加ミュージシャン
- カルロス・サンタナ - ギター、パーカッション、ボーカル
- アンディ・ヴァルガス - ボーカル
- チェスター・トンプソン - オルガン、キーボード
- ベニー・リートヴェルド - ベース
- デニス・チェンバース - ドラムス
- ラウル・リコウ - パーカッション
- カール・ペラッツォ - パーカッション

この7人を中心に、下記ミュージシャンも参加。
- John Shanks - ギター、ベース
- "Thunda" Dan Marshall - ギター
- George Pajon Jr. - ギター
- Gabriel Abularach - ギター、ベース、キーボード
- Tim Pierce - ギター
- Ramon Stagnaro - アコースティック・ギター
- Rebecca Mauleón-Santana - キーボード
- Jamie Muhoberac - キーボード、ピアノ
- Terrence Brown - キーボード
- Dante Ross - キーボード
- Lester Mendez - キーボード
- Moussa Diouf - ピアノ、ベース
- Preston Fulwood - オルガン
- Debra Killings - ベース
- Chris Channey - ベース

- Kenny Aronoff - ドラムス
- Jeff Rothschild - ドラムス
- Abe Laboriel Jr. - ドラムス
- Rajinder Kala - パーカッション
- Justin Aldridge - パーカッション
- Bill Ortiz - トランペット
- Harry Kim - トランペット
- Jeff Cressman - トロンボーン
- David Stout - トロンボーン
- Dave Pozzi - サックス
- Charlie Bisharat - ヴァイオリン、ヴィオラ
- Ramon Stagnaro - トレス
- Sleepy Brown - バッキング・ボーカル
- Kara DioGuardi - バッキング・ボーカル